# 1985 en Israël
Chronologie d'Israël (en)
- 1981
- 1982
- 1983
- 1984
- 1985
- 1986
- 1987
- 1988
- 1989

Cette page concerne les évènements survenus en 1985 en Israël  :

## Évènement
- Plan de stabilisation économique d'Israël (en)
- 5 janvier : Fin des opérations Moïse, Josué
- 16 février-en cours : Conflit par procuration Iran-Israël
- 17 avril : Résolution 561 du Conseil de sécurité des Nations unies (en)
- 22 avril : Signature de l'accord de libre-échange entre les États-Unis et Israël
- 21 mai : Accord Jibril
- 31 mai : Résolution 564 du Conseil de sécurité des Nations unies (en)
- 11 juin : Accident d'HaBonim (en)
- 1er octobre : Opération Jambe de bois
- 4 octobre : Résolution 573 du Conseil de sécurité des Nations unies (en)
- 17 octobre : Résolution 575 du Conseil de sécurité des Nations unies (en)
- 21 novembre : Résolution 576 du Conseil de sécurité des Nations unies (en)

## Sport
- Maccabiades (en)
- 14-21 octobre : Open de Tel Aviv (en) (tennis)
- Coupe d'Israël de football (1984-1985) (en)
- Coupe d'Israël de football (1985-1986) (en)

## Culture

### Sortie de film
- When Night Falls) (en)
- The Lover (en)

## Création
- Ayalon Mall (en)
- Ayit Aviation et Tourisme (en)
- Systèmes de connaissances Aladdin (en)

## Dissolution - Fermeture
- Ancien shekel israélien (en)
- Hapoel Holon F.C. (en)

## Naissance
- Shay Doron, joueuse de basket-ball.
- Gal Gadot, actrice et mannequin.
- Bar Refaeli, mannequin.
- Dudi Sela, joueur de tennis.

## Décès
- Menachem Bader (en), personnalité politique.
- Mordechai Bentov, personnalité politique.
- Yitzhak Kahane, président de la Cour suprême.
- Noah Mozes (en), éditeur de presse.
- Yona Wallach, poétesse.